# Eupithecia evansi
Eupithecia evansi là một loài bướm đêm trong họ Geometridae.